# Abflussganglinie

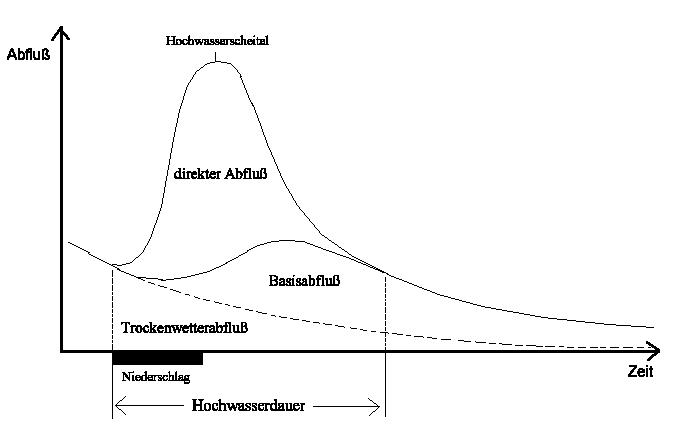
Abbildung 1: Abflussganglinie

Die Abflussganglinie, auch Hydrograph, ist die Darstellung bzw. Aufsummierung von beobachteten oder berechneten Abflüssen für einen Pegelort in der Abfolge ihres zeitlichen Auftretens (Ganglinie des Wassers am Pegel).
Gewöhnlich weist eine Abflussganglinie eine bestimmte Form auf: Die Kurve steigt durch hochwasserbedingte Spitzenabflusswerte schnell an. Nachdem der maximale Abflusswert erreicht worden ist (Abflussscheitel), nimmt die Kurve schnell wieder ab. Nach einer gewissen Zeit stellt sich eine kontinuierliche Abnahme der Abflusswerte ein.

## Zusammensetzung
Eine Abflussganglinie ist grundsätzlich in drei Bereiche unterteilbar:
- Trockenwetterabfluss
- Als direkter Abfluss werden die Wassermengen bezeichnet, die mit nur minimaler Verzögerung den Vorfluter erreichen und Hochwässer erzeugen. Dieser Bereich der Ganglinie ist gekennzeichnet durch einen rapiden Anstieg der Fließgeschwindigkeit und somit eine Erhöhung der Transportkraft. Der Direktabfluss kann nochmals unterteilt werden in:
  - Oberflächenabfluss (engl. Overland flow)
  - Zwischenabfluss (engl. Interflow) .
- Als Basisabfluss (engl. Base Flow) werden die Teile des Wassers bezeichnet, die den Vorfluter erst mit erheblicher Verzögerung erreichen. Er setzt sich zusammen aus:
  - dem Grundwasserabfluss
  - dem verzögerten Zwischenabfluss.